# Патерсон (фільм)
«Патерсон» (англ. Paterson) — американський драматичний фільм, знятий Джимом Джармушом. Світова прем'єра стрічки відбулась 16 травня 2016 року на Каннському кінофестивалі. Фільм розповідає про водія автобуса на ім'я Патерсон, який живе рутинним життям у місті Патерсон, штат Нью-Джерсі.

## У ролях
- Адам Драйвер — Патерсон
- Ґолшіфте Фарагані — Лора
- Френк Гартс — Льюїс
- Кара Гейворд
- Стерлінг Джерінс

## Визнання
| Нагороди та номінації фільму «Патерсон» | Нагороди та номінації фільму «Патерсон» | Нагороди та номінації фільму «Патерсон»    | Нагороди та номінації фільму «Патерсон» | Нагороди та номінації фільму «Патерсон» | Нагороди та номінації фільму «Патерсон» |
| Рік                                     | Кінопремія / Кінофестиваль              | Категорія / Нагорода                       | Номінант                                | Результат                               | Дж                                      |
| --------------------------------------- | --------------------------------------- | ------------------------------------------ | --------------------------------------- | --------------------------------------- | --------------------------------------- |
| 2016                                    | Каннський кінофестиваль                 | «Золота пальмова гілка» за найкращий фільм | «Патерсон»                              | Номінація                               |                                         |
| 2016                                    | Кінопремія «Готем»                      | Найкращий фільм                            | «Патерсон»                              | Номінація                               | [ 4 ] [ 5 ]                             |
| 2016                                    | Кінопремія «Готем»                      | Найкращий актор                            | Адам Драйвер                            | Номінація                               | [ 4 ] [ 5 ]                             |
| 2016                                    | Кінопремія «Готем»                      | Найкращий сценарій                         | Джим Джармуш                            | Номінація                               | [ 4 ] [ 5 ]                             |